# Bubnivka, Ostroh
Bubnivka (în ucraineană Бубнівка) este un sat în comuna Ukraiinka din raionul Ostroh, regiunea Rivne, Ucraina.

## Demografie
Componența lingvistică a localității Bubnivka
     Ucraineană (99,26%)
     Alte limbi (0,74%)
Conform recensământului din 2001, majoritatea populației localității Bubnivka era vorbitoare de ucraineană (99,26%), existând în minoritate și vorbitori de alte limbi.